# 妄想
医学における妄想（もうそう、英: delusion）とは、その文化において共有されない誤った確信のこと。精神疾患などに多く起こり、根拠が薄弱または皆無であるにもかかわらず、確信が異常に強固であるということ、内容が非現実的であるということ、経験、検証、説得などによる訂正が困難であるということが特徴とされている。 
妄想の内容や程度は個人差が大きく、軽度で生活に支障をほとんど来たさないものから、重大な支障を来たすようなものまで様々である。当人がその考えが妄想であると認識できない（病識がない）場合が多いが、漠然と非合理性に気づいている場合（いわゆる「病感」がある状態）もある。また、妄想世界と現実世界が心の中で並立してその双方を行き来する「二重見当識」という状態もある。
本項では、仏教用語としてのものと、慣用語としての妄想についても記述する。

## 分類

### 「一次妄想」と「二次妄想」
古典的には、まったく根拠を持たない妄想を一次妄想（『あの人はまだ自分がxxであることに気づいてない』、『私はナポレオンの生まれ変わりだ』、『近所の人たちが私を電波で攻撃している』など）、何かしらの経験と関わりがある妄想を二次妄想（『私の病気は不治の病なのだ』、『皆の不幸は私のせいなのだ』など）と区別している。
しかし、一次妄想と考えられる妄想にも本人なりの理由が存在している場合も多く、真の無意味で根拠のない妄想はまれである。了解可能か否かで一次妄想と二次妄想を区別するという定義もあるが、例として「私の病気は不治の病なのだ」という妄想も、抑うつ気分から悲観的妄想が出現していれば理解可能であるが、健康なひとがそのような妄想をもっていれば了解不能であるため、これらの区別は難しい。偏見との区別も難しく、考えの根拠を聴取し、ひとつひとつ反証していくことで妄想と明らかになるが、文化が異なる反証であるとその方法は有効ではなくなる。
さらに一次妄想は以下の5つに細分化されている。
1. 妄想気分：周囲がなんとなく意味ありげで不気味と感じる。形容ができないが、そこから具体的な判断が起こり、妄想となる。
2. 妄想知覚：正常な知覚に特別な意味づけがなされる。それが強固な確信となり、訂正が不可能となる。
3. 妄想表像：とんでもないイメージを抱く。
4. 妄想覚性：途方もないことを察知するが、実体には何も理解できていない。
5. 妄想着想：ある考えや古い記憶が、突然思いがけない意味をもって思い出され、強固な確信に至ること。

妄想知覚などは、統合失調症でよくみられる現象である。二次妄想はうつ病でよく見られる現象で、心気妄想、微小妄想などが有名である。「なんとなく胃が痛い、病院にいって検査しても異常がなく、心療内科の受診を勧められ、それでうつ病と診断される」といったエピソードが心気妄想には多い。

### 内容による分類
下記の大半が統合失調症によく見る病状でもある。治療法については「統合失調症#治療」を参照のこと。

#### 被害妄想
被害妄想（ひがいもうそう、英: persecutory delusion）は、妄想の中で最も一般的なタイプであり、他者から危害を受けていると信じこむことを指す。何らかの犯罪的な干渉を受けていると信じこみ、事業や就職などにおいて失敗しても、他者からの攻撃で失敗したと考えたり、「ある人物が自分の行動を監視し妨害している」、「脳内に何らかの機器を埋め込まれ、意識や行動を操作されている」などと考えたりする。
DSM-IV-TRにおいては、被害妄想は統合失調症患者の妄想に最も多く見られるタイプとされ、本人は「苦しめられ、追跡され、妨害され、騙され、盗聴され、嘲笑されている」と信じている。DSM-IV-TRでは、被害妄想は妄想性障害の主な特徴とされている。
盗害妄想は自分の物を盗まれたと思い込む妄想で、認知症によく見られる。

#### 誇大妄想
誇大妄想（こだいもうそう、英: grandiose delusion）は、現実的な状況から逸脱し、自己を過剰評価したり、現実的にはありえない地位・財産・能力がある、自分のことを歴史上の偉人（またはその生まれ変わり）、皇族、正義の味方などと思い込むことが特徴である。躁病によく見られる。自己評価と他者からの評価のバランスの悪さがある。
誇大妄想は主に妄想性障害（英: delusional disorder）のサブタイプとなっているが、ほか
統合失調症や、双極性障害の躁エピソードの可能性もある。

#### 宗教妄想
宗教妄想（しゅうきょうもうそう、英: religious delusion）は、誇大妄想の延長上、またはひとつの症状として考えられている。自分自身に何か超能力のようなものがあると信じたり、霊界のような所から特別な預言や啓示を受けた、またはあらゆる病気を癒す力を授けられたなど、内容が極めて非日常的で壮大なものであり、訂正不能な強固な確信があることが特徴で、現実世界からは考え得ることのできない壮大なスケールによって描かれる妄想が大半であり、自分自身を神の化身であると信じてしまう症例である。統合失調症のひとつの症状としても考えられているが、人格崩壊まで至るケースは稀であるが憑依妄想を共に発症するケースがある。これが極端になると宗教団体の教祖にまでなってしまうケースも見受けられる。中壮年層に多く発症するが、青年期に発症する例もある。
注察妄想
「常に盗聴されている」、「隠しカメラで監視されている」などと思い込む妄想。
関係妄想
周囲に起こっている現実を自らに結びつけて考える妄想。周囲の行動・言葉に過敏で自己に関係して捉えるが、それに動じることも多く、妄想まで発展し現実離れしていく。自分は人に嫌われ避けられていると思い込む忌避妄想も関係妄想の一種である。
恋愛妄想、被愛妄想
「エロトマニア」とも。特定の相手に恋愛対象とみなされていないのに「自分は相手に愛されている」と思い込む妄想性障害。
罪業妄想
「自分は非常に悪い存在」、「罰せられるべきだ」、「皆に迷惑をかけている」などと思いこむ妄想。うつ病によく見る病状の一つでもある。
心気妄想
自身が病気にかかっていると思いこむ妄想。実際に病気に罹っていても、その症状が自分の思っているより非常に軽い場合もこの種類に分類される。いわゆる「エイズノイローゼ」や「ガンノイローゼ」も一種の心気妄想である。
貧困妄想
現実にはそうでないにも関わらず、「自分は非常に貧しい」、「借金を抱えてしまった」などと信じる妄想。
その他
好訴妄想、嫉妬妄想、不死妄想、カプグラ症候群、被毒妄想、血統妄想などがある。嫉妬妄想は隠される場合が多い。

## 原因
精神疾患（統合失調症、妄想性障害、双極性障害、うつ病、妄想性パーソナリティ障害、統合失調型パーソナリティ障害、境界性パーソナリティ障害、コタール症候群など）のほか、認知症（アルツハイマー病）、せん妄、進行麻痺（脳梅毒）、一部タイプのてんかん、薬物依存症に伴って生じることもある。しかし、健常者においても断眠や感覚遮断など特殊な状況に置かれると一時的に妄想が生じることもある。
また、原因となる基礎疾患によっても生じる妄想の種類が異なる傾向があり、統合失調症に多いのは被害妄想、関係妄想、誇大妄想などで、うつ病に典型的なのは罪業妄想、心気妄想、貧困妄想であるとされているが、必ずしも全例に当てはまる訳ではない。

## 病態生理学

### 生物学的な解説
統合失調症では中脳辺縁系のドパーミン神経の過活動が妄想、幻覚の発生に関与していることが示唆されている。うつ病やせん妄に伴って生じる妄想に対してもドパーミン遮断薬である抗精神病薬が有効であることなどから、それらの疾患でもドパーミン神経系の過活動が関与していることが推測される。

### 精神力動学的な解説
戦争や災害の被災者や凶悪事件等の被害者が、一時的に妄想状態に陥ることがある。これは、現実から遊離する事によって精神的なダメージを回避しているとみなすこともできる。統合失調症などの疾患においての妄想ですら、過剰なストレスが精神を破壊しないようにするため逃げ場であるという見方すらできる（ジョン・シュタイナー『こころの退避』を参照のこと）。但し安全装置という観点では妄想の代わりに衝動性が生じることもある（いわゆる、キレる状態）。
しかし、安全装置であるとは言え、病的な方法であることには間違いなく、治療が必要である。そして、本人にとっては安全装置であったがゆえに、治療の途中で激しい抵抗に遭うことは珍しくない。それなりに安住の地であった妄想の世界から現実の世界を直視することは苦しみを伴うのである。ここでいかに本人のペースを尊重しつつ、希望や安心感を与えつつ現実と折り合いをつけてもらうかが、精神科医や援助者の力量が問われるところである。

## 妄想の弊害
その妄想に対して否定的な現実を敵視したり、妄想を認めない他人に攻撃的になることがあり、ときには暴力や犯罪行為に結びつくこともある。周囲から見れば異常な行動をとり、周囲に疎まれ孤立したり攻撃されるおそれもある。本来は社会的動物である人間が社会から逸脱することは、本人にも周囲にとっても非常にダメージが大きく、妄想が回復した後の社会復帰にも支障を残すことがある。
また、「自分は空を飛べる」などの妄想に支配されて転落したり、「頭の中に埋め込まれた装置を取り出す」ために頭部を自傷するなど自らを傷つける危険性もあり、最悪の場合は自殺に結びつくこともある。

## 妄想（仏語）
囚われの心によって、真実でないものを真実であると、誤って意識すること。また、そのような迷った考え。妄念。邪念。古代より用いられてきた日本語であり、古くは「もうぞう」と訓じていた。
古代における用例
- 菅原道真の漢詩集『菅家後集』（平安時代前期にあたる延喜3年〈903年〉ごろ成立）における、秋晩題白菊「老眼愁看何妄想、王弘酒使便留居」（円覚経）[15]。「憂いに病み衰えた老いの眼は、如何なる幻想を見るのか。（陶淵明に美酒を贈った）王弘の如き、酒を持参するような使いなら、（ここに）留めて置きたいものだ。[17]」と謳っている。

なお、日本語としては、仏語（仏教用語）の「空想」と通用語の「空想」のいずれかが第1義で、医学用語の「妄想」は第3義である。

## 妄想（通用語）
日本語の通用語としては、あり得ないことを取り留めも無くあれこれと想像すること、あるいはまた、淫らな考えにふけること、そして、そのような想像をも指して、「妄想」という。つまり、健常者かそうでないかの問題ではなく、思考力のある人間であれば誰しもが行う、ネガティブなニュアンスを含む心の動きである。よく混同されているものとして「空想」があるが、こちらは基本的にポジティブなニュアンスがあり、建設的である、あるいは、たとえ生産的でないとしても後ろ暗さを感じない、そのような想像を指していう。人間の社会は、妄想と空想に溢れ返っているが、基本的にではあるが、他人に知られて消え入りたくなりがちなのは「妄想」であり、これに対して「空想」は、傾聴してくれる人がいれば披露したくなるものである。翻せば、とある想像を自分では「空想」と思って大事にしているのに、他人から「妄想だ」と断じられてしまうなどということはよくある話であり、あるいはまた、「所詮は妄想にすぎないから」と自重していたのに相手から受け入れられて、実は実現への道筋が無いわけではないという意味で未来に繋がる「空想」であったなどということも、珍しくはない。取り留めの無い想像としての「妄想」ばかりしていることは「妄想癖（もうそうへき）」という。
桃山時代末期に編まれた『日葡辞書』（慶長8年から同9年〈1603年から1604年〉にかけて刊行）には、すでに、「取り留めの無い想像」の意味での「妄想」が掲載されてポルトガル語に翻訳されている。